# True Blue: True Blue Super Club Mix EP
True Blue: True Blue Super Club Mix EP è un EP della cantautrice statunitense Madonna, pubblicato solo in Giappone nel 1986 a scopo promozionale per l'album True Blue.

## Tracce
1. True Blue (The Color Mix)
2. Everybody (Dub Version)
3. Papa Don't Preach (Extended Remix)
4. Everybody (Extended Version)
5. Live to Tell (Instrumental)